# Atteva niphocosma
Atteva niphocosma là một loài bướm đêm thuộc họ Yponomeutidae. Nó được tìm thấy ở New South Wales, Queensland và miền bắc Tây Úc.
Sải cánh dài khoảng 30 mm.
Ấu trùng sống theo đàn trong một tổ lưới giữa lá của Polyscias murrayi.